# Dysart
Dysart (in gaelico scozzese Dìseart) è una città del Fife, Scozia, situata nella costa sud-orientale tra Kirkcaldy e West Wemyss.
Nel passato Dysart faceva parte della proprietà della famiglia baronale dei Sinclair che ne aveva acquisito tale titolo alla fine del XV secolo.
Della città si hanno notizie storicamente documentate a partire dagli inizi del XIII secolo. Nel XV secolo e sempre di più nei successivi XVI e XVII secolo acquisì una maggiore importanza commerciale per l'espostazione del sale e del carbone, specialmente verso i paesi baltici, tanto da essere soprannominata Salt Burgh e Little Holland.
Col declinare dell'attività di esportazione, Dysart gravitò su Kirkcaldy che ne divenne polo d'attrazione
economico.
Attualmente Dysart mantiene una propria individualità.